# Torneio de tênis de Indian Wells
O torneio de tênis de Indian Wells compreende os eventos profissionais de tênis que acontecem ou aconteceram em Indian Wells, nos Estados Unidos. No calendário de elite, é combinado masculino e feminino desde 1989, com alguns períodos de hiato.
Atualmente, possui o nome comercial de BNP Paribas Open e recebe os seguintes torneios:
- ATP de Indian Wells, torneio masculino organizado pela Associação de Tenistas Profissionais, na categoria ATP Masters 1000;
- WTA de Indian Wells, torneio feminino organizado pela Associação de Tênis Feminino, na categoria WTA 1000.